# 압해 정(丁)씨 시조묘
압해 정(丁)씨 시조묘는 전라남도 신안군 압해읍에 있다. 2000년 1월 31일 신안군의 향토유적 제24호로 지정되었다.

## 개요
우리나라 정씨 시조로 알려진 정덕성의 묘이다